# Sitio de Jerusalén (1244)
El Sitio de Jerusalén en 1244 tuvo lugar después de la llamada Sexta Cruzada, cuando los jorezmitas conquistaron la Ciudad Santa el 15 de julio de 1244.

## Antedecentes
El emperador del Sacro Imperio Romano Germánico Federico II inició en 1228 la Sexta cruzada. Reclamaba los derechos reales para su hijo Conrado fruto de su matrimonio con Yolanda de Jerusalén, heredera al trono del Reino de Jerusalén y fallecida durante el parto. Tras su llegada a Acre el emperador fue reconocido formalmente por la nobleza del reino como regente de su hijo Conrado. Federico II aprovechó la comprometida situación interna del sultanato egipcio ayubí para lograr un acuerdo. El tratado firmado en febrero de 1229 otorgaba a los cruzados el control sobre una Jerusalén no fortificada y otras posesiones durante diez años, pero se excluía del control cristiano los lugares sagrados islámicos de la ciudad. Sin embargo, Jerusalén no permaneció mucho tiempo en manos cristianas, ya que los cristianos no controlaban lo suficiente los alrededores de la ciudad para asegurar una defensa eficaz.

## Destrucción de Jerusalén
En 1244 durante los enfrentamientos internos de los ayubíes, el sultán Al-Salih Ayyub contrató como mercenarios a los jorezmitas para imponerse a los ayubíes de regiones vecinas así como atacar a todas las propiedades cristianas que encontrasen a su paso. Jerusalén fue sitiada el 15 de julio y después de un breve asedio, la ciudad cayó el 17 de julio a excepción de  la torre de David que se rindió el 23 de agosto. La urbe fue saqueada y destruida y la dejaron en tal estado de ruina que quedó inservible tanto para los cristianos como para los musulmanes.

## Consecuencias
La caída de la ciudad impulsó a los cruzados a reunir una fuerza para aliarse a los ayubíes disidentes y luchar contra las huestes egipcias y jorezmitas siendo derrotados en la batalla de la Forbie. El saqueo de Jerusalén y la masacre que la acompañó incitaron a Luis IX de Francia a organizar la séptima cruzada.